# شریف نور
شریف نور (انگلیسی: Sherif Nour؛ زادهٔ ۲۸ ژوئیه ۱۹۵۸، قاهره، مصر) یک موسیقی‌دان اهل مصر است.